# Mount McKibben
Mount McKibben är ett berg i Antarktis. Det ligger i Västantarktis. Argentina, Chile och Storbritannien gör anspråk på området. Toppen på Mount McKibben är 536 meter över havet.
Terrängen runt Mount McKibben är kuperad. Trakten är obefolkad. Det finns inga samhällen i närheten.